# Övre Hedtjärnen
Övre Hedtjärnen är en sjö i Ludvika kommun i Dalarna och ingår i Norrströms huvudavrinningsområde. Sjön har en area på 0,0549 kvadratkilometer och ligger 186,9 meter över havet.

## Delavrinningsområde
Övre Hedtjärnen ingår i det delavrinningsområde (668990-145218) som SMHI kallar för Utloppet av 668753-145266 (Stenbergstjärnen, Dalarna). Medelhöjden är 270 meter över havet och ytan är 55,48 kvadratkilometer. Räknas de 4 avrinningsområdena uppströms in blir den ackumulerade arean 227,13 kvadratkilometer. Norrboån (Tyrsån) som avvattnar avrinningsområdet har biflödesordning 4, vilket innebär att vattnet flödar genom totalt 4 vattendrag innan det når havet efter 285 kilometer. Avrinningsområdet består mestadels av skog (85 procent). Avrinningsområdet har 0,94 kvadratkilometer vattenytor vilket ger det en sjöprocent på 1,7 procent.

## Fiskevatten
Övre Hedtjärnen är tillsammans med Sottjärnen ett mycket omtyckt fiskevatten för ädelfisk som man började plantera ut 1967. På vintern arrangeras pimpelfiske som brukar äga rum en vecka efter Vasaloppet. Camping finns i anslutning till sjöarna och många bryggor finns runt vattnen, därav en som är anpassad för personer med nedsatt rörelseförmåga. Fiskekort kan köpas i en automat vid Hedtjärn.